# Micropterix rablensis
Micropterix rablensis és una espècie d'arna de la família Micropterigidae. Va ser descrita per Zeller, l'any 1868.
Aquesta espècie és probable que es trobi només a l'estat austríac de Caríntia i a la zona adjacent Estíria a Àustria, Itàlia i probablement Eslovènia.
Els adults han estat trobats a la perifèria dels boscos amb vegetació herbàcia alta i arbustos, congregant-se a Aruncus dioicus.
Té una envergadura de 3-3,4 mm als exemplars mascles i de 3,25-3,8mm les femelles.